# Colt 1851 Navy Revolver

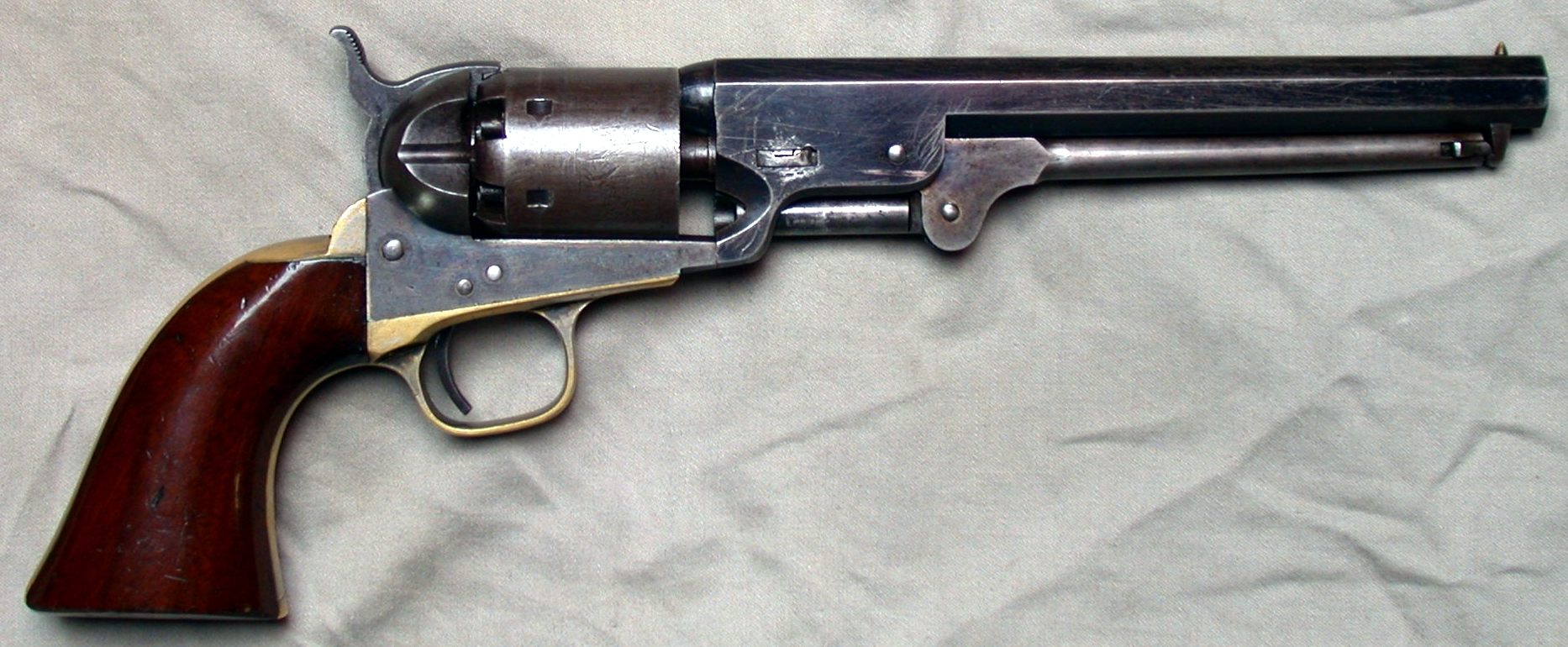
Um Colt 1851 Navy original.

O Colt 1851 Navy ou Navy Revolver, ou ainda Navy Revolver, formalmente chamado de Colt Revolving Belt Pistol of Naval Caliber, é um revolver a percussão no calibre .36, projetado por Samuel Colt entre 1847 e 1850 e lançado em 1851. Colt de início, chamou esse revólver de Ranger, mas a designação Navy, logo sobressaiu.  

## Histórico

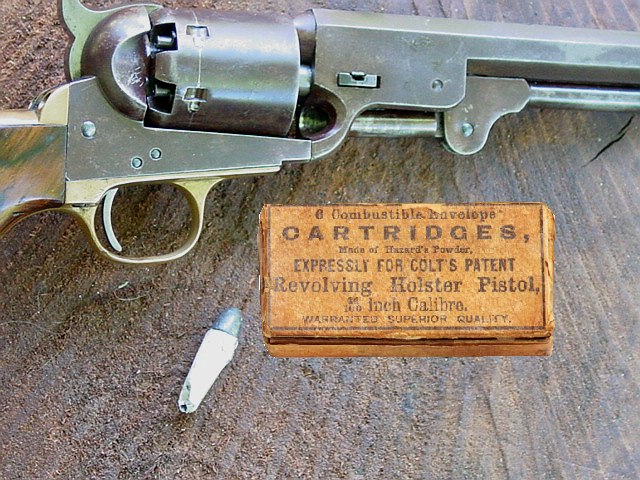
O Colt 1851 Navy Revolving Pistol e um exemplar do cartucho de papel .36.

O Colt 1851 Navy, de 6 tiros e calibre .36, era muito mais leve que o seu contemporâneo, o Colt Dragoon Revolver, desenvolvido a partir do .44 Colt Walker de 1847, que devido ao seu tamanho e peso, eram geralmente usados em coldres de sela.
Ele é uma versão maior do .31 Colt Pocket Percussion Revolvers, que por sua vez foi uma evolução do Baby Dragoon, e como eles, era uma versão mecanicamente melhorada e simplificada descendente do 1836 Paterson. Como a designação de fábrica indica, o revólver "Navy" era pequeno e leve o suficiente para ser carregado em coldres de cinto. Ele ficou muito popular na América do Norte na época da "Marcha para o Oeste". Promoções agressivas realizadas por Colt, distribuíram o Navy e seus outros revólveres pela Europa, Ásia e África.
O cilindro desse revólver foi gravado com uma cena da vitória da Marinha do Texas (República do Texas) na Batalha naval de Campeche (16 de maio de 1843). A Marinha do Texas, comprou muitas unidades do Colt Paterson, sendo o primeiro sucesso comercial de Colt no ramo de armas; o tema naval gravado no cilindro do Colt 1851 Navy, foi um gesto de agradecimento. A gravação nos cilindros foi feita pela Waterman Ormsby.

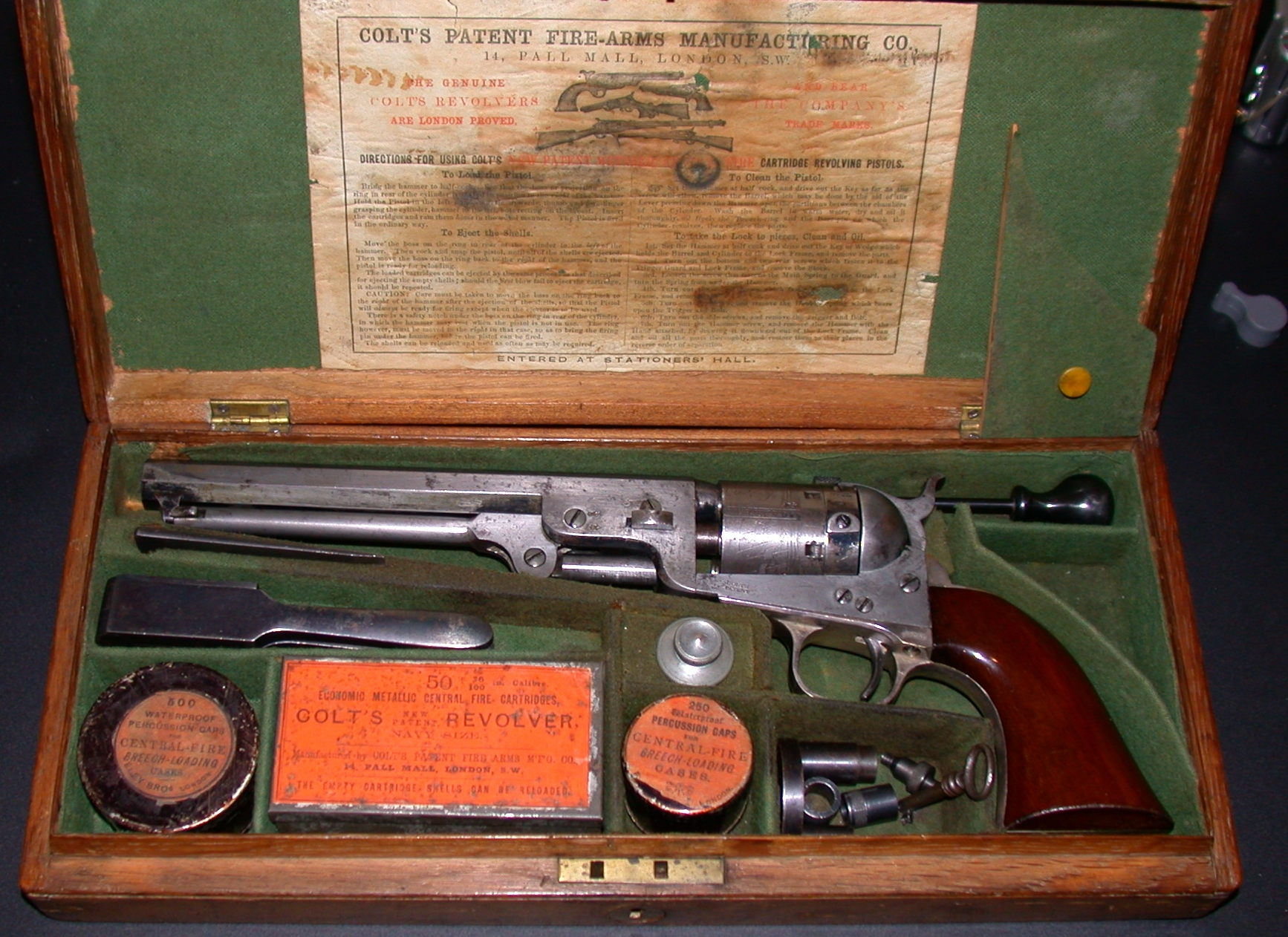
Estojo completo da versão convertida para .38 Short Colt de um Colt 1851 Navy.

Apesar da designação "Navy" que se popularizou, o revólver é usado majoritariamente em terra, tanto por civis quanto por militares.
Depois da Guerra Civil, revólveres usando cartuchos metálicos fixos, passaram a ser largamente utilizados. O Colt Navy permaneceu em produção até 1873, sendo substituído pelo que viria a ser um dos mais famosos da marca, o Colt Single Action Army (também conhecido como Peacemaker ("Pacificador") e Colt 45). 

## Produção
O número total de unidades produzidas do Colt 1851 Navy só foi superado pelos modelos Colt Pocket. Chegaram a 215.000 unidades fabricadas nos Estados Unidos e cerca de 42.000 fabricadas na Colt London Armory.

## Usuários famosos
A lista de usuários famosos do Colt 1851 Navy, inclui: Wild Bill Hickok, 
John Henry "Doc" Holliday, Richard Francis Burton, Ned Kelly, Bully Hayes, 
Richard H. Barter, Robert E. Lee, Nathan B. Forrest, John O'Neill, 
Frank Gardiner, Quantrill's Raiders, John Coffee "Jack" Hays, 
"Bigfoot" Wallace, Frederick Townsend Ward, Ben McCulloch, 
Addison Gillespie, John "Rip" Ford, "Sul" Ross e muitos 
Texas Rangers antes da Guerra Civil.

Ele continuou em uso, mesmo depois que revólveres mais modernos foram lançados.
O Império Otomano usou esse revólver até a Guerra russo-turca de 1877–1878 mesmo ele sendo muito antigo, comparado à versão russa do Smith & Wesson Model 3.  
O personagem "O Homem Sem Nome" (Clint Eastwood), do filme The Good, the Bad and the Ugly, também fazia uso dele.